# Девід Берглі
Девід Джордж Браунлоу Сесіл, лорд Берглі, 6-й Маркіз Ексетерський (англ. David George Brownlow Cecil, Lord Burghley, 6th Marquess of Exeter; 9 лютого 1905 — 22 жовтня 1981) — британський легкоатлет, який спеціалізувався в бігу з бар'єрами, спортивний функціонер, політик.

## Спортивна кар'єра
Олімпійський дебют на Іграх-1924 виявився недвалим — не пройшов далі попередніх забігів у бігу на 110 метрів з бар'єрами.
Олімпійський чемпіон з бігу на 400 метрів з бар'єрами (1928). На Олімпіаді-1928 виступав також у бігу на 110 метрів з бар'єрами, проте зупинився на півфінальній стадії змагань.
Бронзовий призер Ігор-1932 у складі британської команди в естафеті 4×400 метрів. На цій Олімпіаді він був також четвертим у бігу на 400 метрів з бар'єрами та п'ятим на дистанції 110 метрів з бар'єрами. Прапопроносець британської команди на цих Іграх.
Триразовий чемпіон перших в історії Ігор Британської імперії (1930).
Багаторазовий чемпіон Британії.
Ексрекордсмен світу та Європи з легкої атлетики.

## Поза спортивною кар'єрою
Отримав освіту в Інституті ле Розі, Ітонському коледжі та Коледжі Магдаліни Кембриджского університета.
Член Палати громад від Консервативної партії (1931—1943).
Член (1933—1981), член виконавчого комітету (1951—1955, 1966—1970) та перший віце-президент (1955—1966) Міжнародного олімпійського комітету.
Очільник Британської олімпійської асоціації (1936—1977).
Губернатор Бермудських островів (1943—1945).
Президент ІААФ (1946—1976).
Голова Організаційного комітету літніх Олімпійських ігор 1948.
Ректор Університета Сент-Ендрюса (1949—1952).
У 1956, після смерті батька, успадкував титул Маркіза Ексетерського.

## Основні міжнародні виступи
| Рік  | Змагання                 | Місто         | Місце            | Дисципліна    | Примітки |
| ---- | ------------------------ | ------------- | ---------------- | ------------- | -------- |
| 1924 | Олімпійські ігри         | Париж         | 8заб3            | 110 м з/б     |          |
| 1928 | Олімпійські ігри         | Амстердам     | 2пф3             | 110 м з/б     |          |
| 1928 | 1                        | 400 м з/б     | Відео на YouTube |               |          |
| 1930 | Ігри Британської імперії | Гамільтон     | 1                | 120 ярдів з/б |          |
| 1930 | 1                        | 440 ярдів з/б |                  |               |          |
| 1930 | 1                        | 4×440 ярдів   |                  |               |          |
| 1932 | Олімпійські ігри         | Лос-Анджелес  | 5                | 110 м з/б     |          |
| 1932 | 4                        | 400 м з/б     | Відео на YouTube |               |          |
| 1932 | 2                        | 4×400 м       |                  |               |          |